# SLAM!40
De SLAM!40 is een wekelijkse hitlijst die wordt uitgezonden door radiozender SLAM!. De lijst wordt samengesteld op basis van trends en statistieken op YouTube, Spotify,  Shazam en nummers die worden aangevraagd op de radio.
Het programma begon in 2005 en had toen nog geen presentator. Later werd het programma gepresenteerd door achtereenvolgens Dennis Hoebee, Timo Kamst, Lex Gaarthuis, Ivo van Breukelen, Joost Burger en Michiel Jurrjens. Sinds januari 2021 is de presentatie in handen van Anoûl Hendriks.
In januari 2019 verhuisde het programma van de zaterdagmiddag naar de donderdagmiddag van 16:00 tot 19:00. De herhaling was tot juli 2019 nog te horen op de zaterdagmiddag, maar sinds juli was deze te horen op zondagavond.
In september 2020 verhuisde het programma naar de zondagavond van 18:00 tot 21:00.
Sinds augustus 2022 is de SLAM!40 voortaan op zondagmiddag van 16:00 tot 19:00 te beluisteren.

## Trivia
- De snelste stijger ooit was Wrecking Ball van Miley Cyrus: het nummer steeg in één keer van plaats 39 naar 5.
- De hoogste binnenkomers ooit waren My Life Would Suck Without You van Kelly Clarkson, Cold Water van Major Lazer, Justin Bieber & MØ en in 2021 Bad Habits van Ed Sheeran. Deze nummers kwamen allemaal binnen op plaats 1.
- De snelste stijger naar de nummer 1 was Dat heb jij gedaan van MEAU in de remix van Tim Hox. Het nummer stond eerst op plaats 30 en een week later op 1.
- Het nummer dat het meeste aantal weken in de lijst stond is Farruko met Pepas. Het nummer stond in totaal 54 weken in de lijst.